# Emmanuel Habyarimana
Emmanuel Habyarimana és un militar i polític ruandès originari de katanga.
Habyarimana, pertanyent a l'ètnia Hutu, va pertànyer a les Forces Armades Ruandeses en l'estat pro-Hutu de Juvénal Habyarimana. Després de la reeixida conquesta de Ruanda per part del Front Patriòtic Ruandès, es va unir a les recentment constituïdes Forces Ruandeses de Defensa on va aconseguir el grau de coronel.
En 1997 va ser nomenat Secretari d'Estat per a la Defensa al govern de Ruanda. En 2000, passa a ser Ministre de Defensa de Ruanda, alhora que ascendeix fins al grau de general de brigada. Des d'aquest càrrec va exercir un important paper en les accions que va dur a terme Ruanda en la Segona Guerra del Congo.
En novembre de 2002 va ser destituït en el seu lloc del Ministeri de Defensa, en ser considerat massa favorable a les tesis hutu. Va ser reemplaçat per Marcel Gatsinzi.
El 30 de març de 2003 va fugir a Uganda al costat d'altres oficials de l'Exèrcit de Ruanda, com el tinent Ndayambaje i el tinent coronel Balthazar Ndengeyinka.